# Urbos

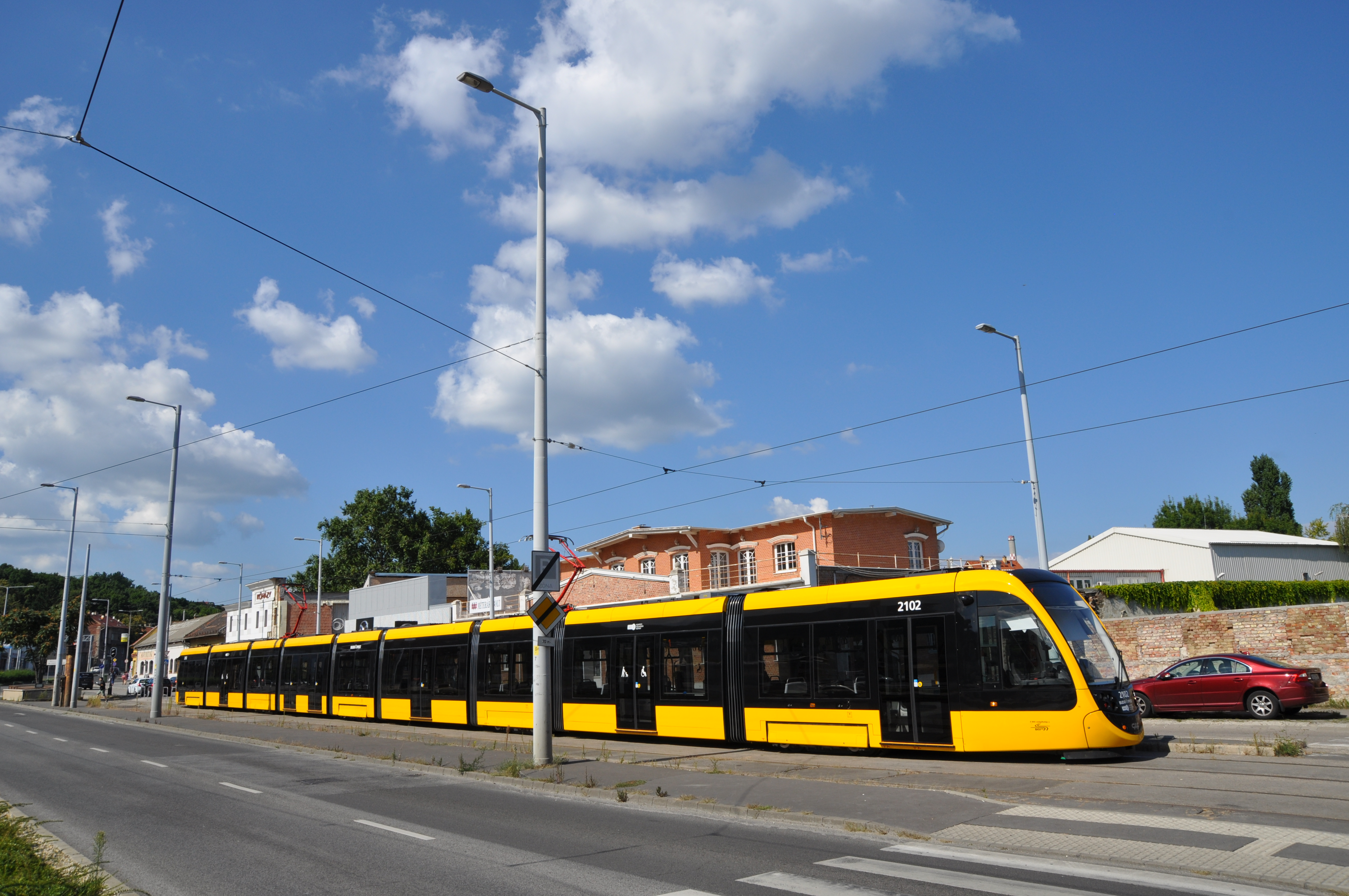
Девятисекционный трамвай CAF Urbos 3/9 в Будапеште, 2016 год

Urbos — семейство подвижного состава для трамвайно-легкорельсовых систем, разрабатываемого и производимого испанской компанией CAF. В семействе имеются самые длинные в мире 9-секционные 56-метровые сочленённые трамваи CAF Urbos 3/9, которые эксплуатируются в Будапеште с 2016 года.

## Urbos 1

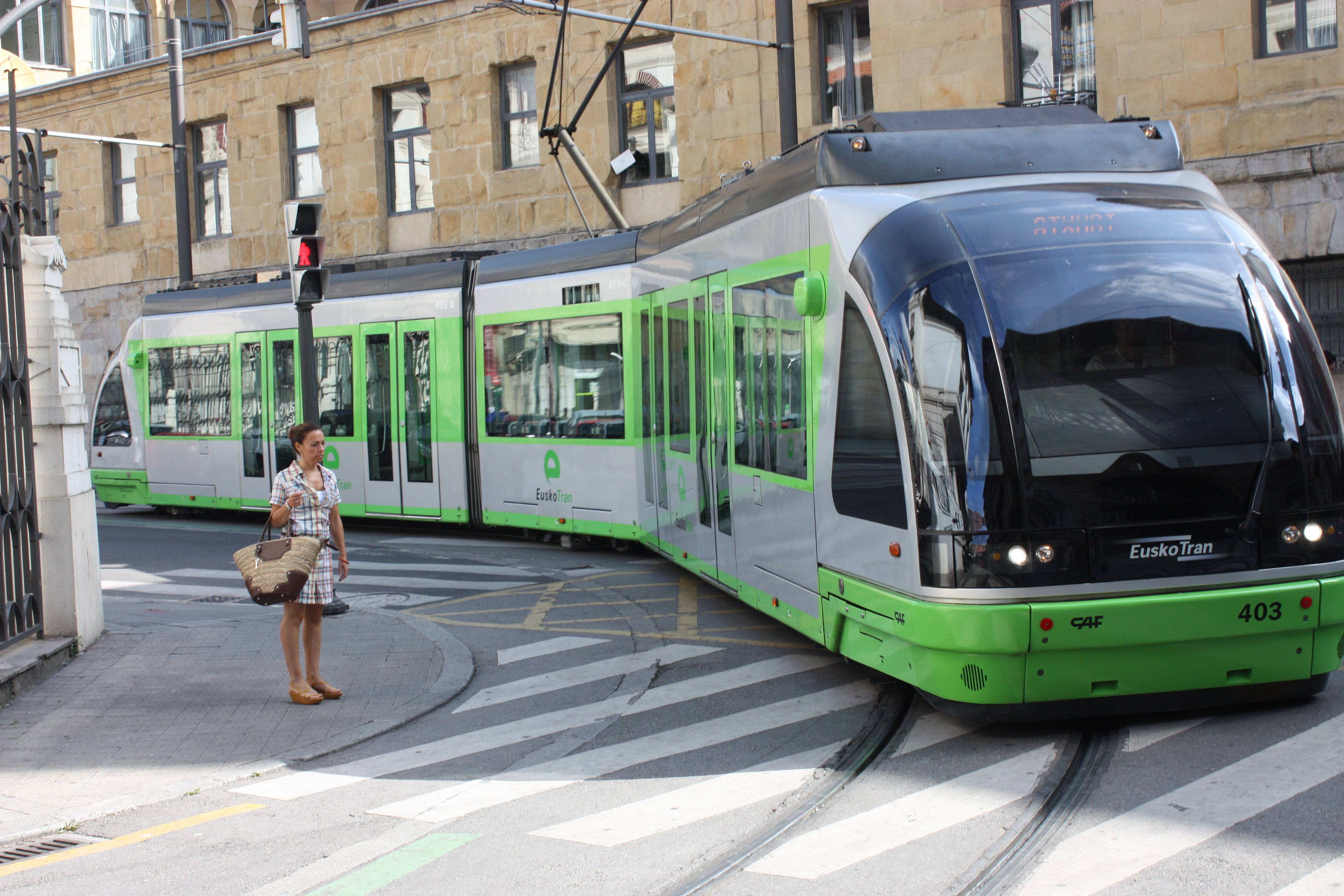
Urbos 1 в Бильбао

Первое поколение низкопольных трамваев CAF. Единственным заказчиком и эксплуатантом является EuskoTran — дочерняя компания баскского железнодорожного оператора EuskoTren. Трамваи первого поколения используются в трамвайной системе Бильбао. Составы трёхсекционные. Всего было произведено 8 составов: 7 с 70% низкого пола и 1 состав со 100% низким полом.

## Urbos 2

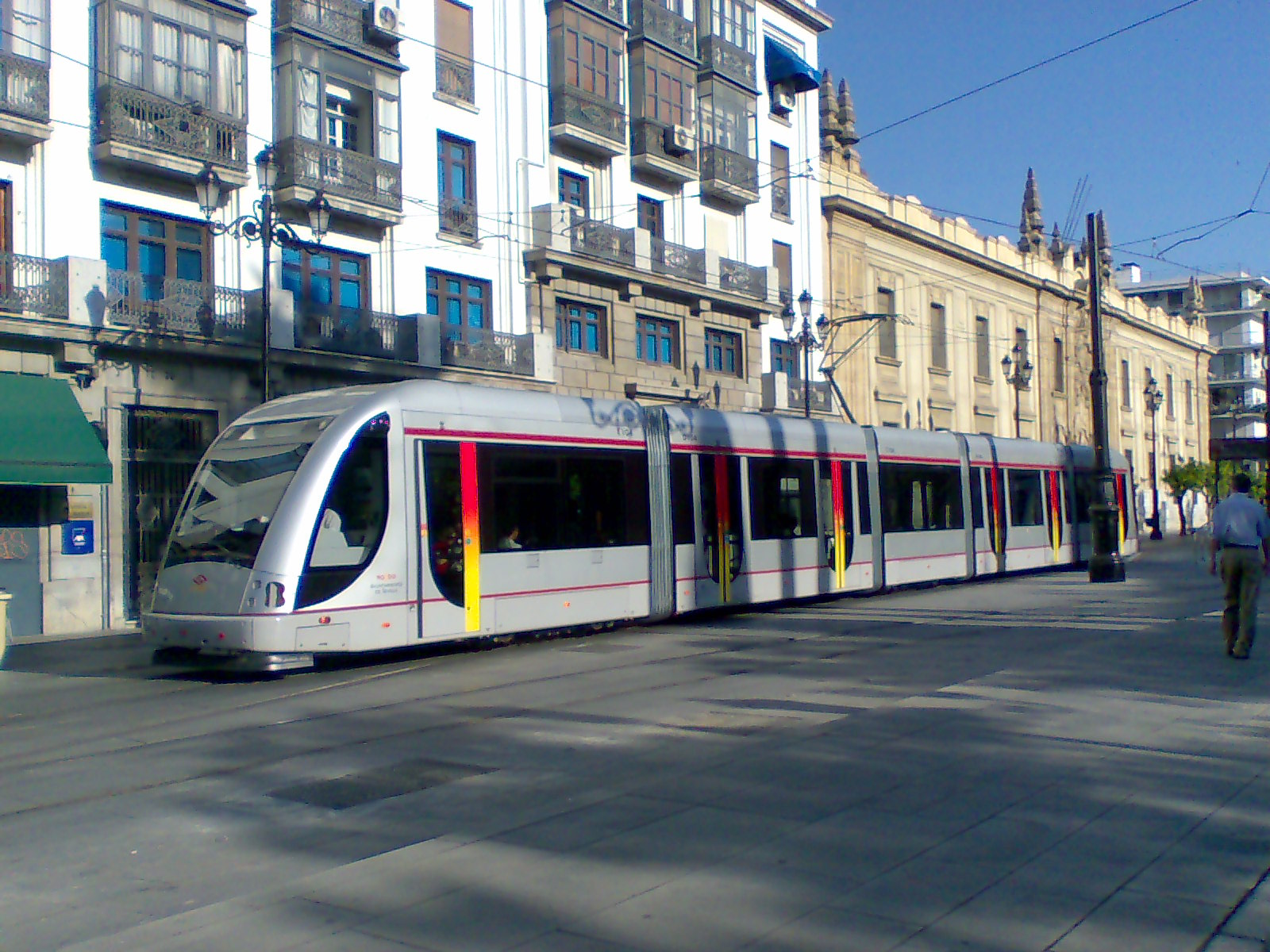
Urbos 2 в Севилье

Трамваи второго поколения трамваев Urbos поставлены в следующие системы:
- Трамвай Витории, оператор EuskoTran
- Трамвай Велес-Малаги (в связи с экономическим кризисом линия законсервирована, трамваи переданы в лизинг в Сидней)
- Трамвай Сиднея (переданы из системы Велес-Малаги)
- Севильский метрополитен
- AntRay (легкорельсовая система Антальи)

## Urbos 3

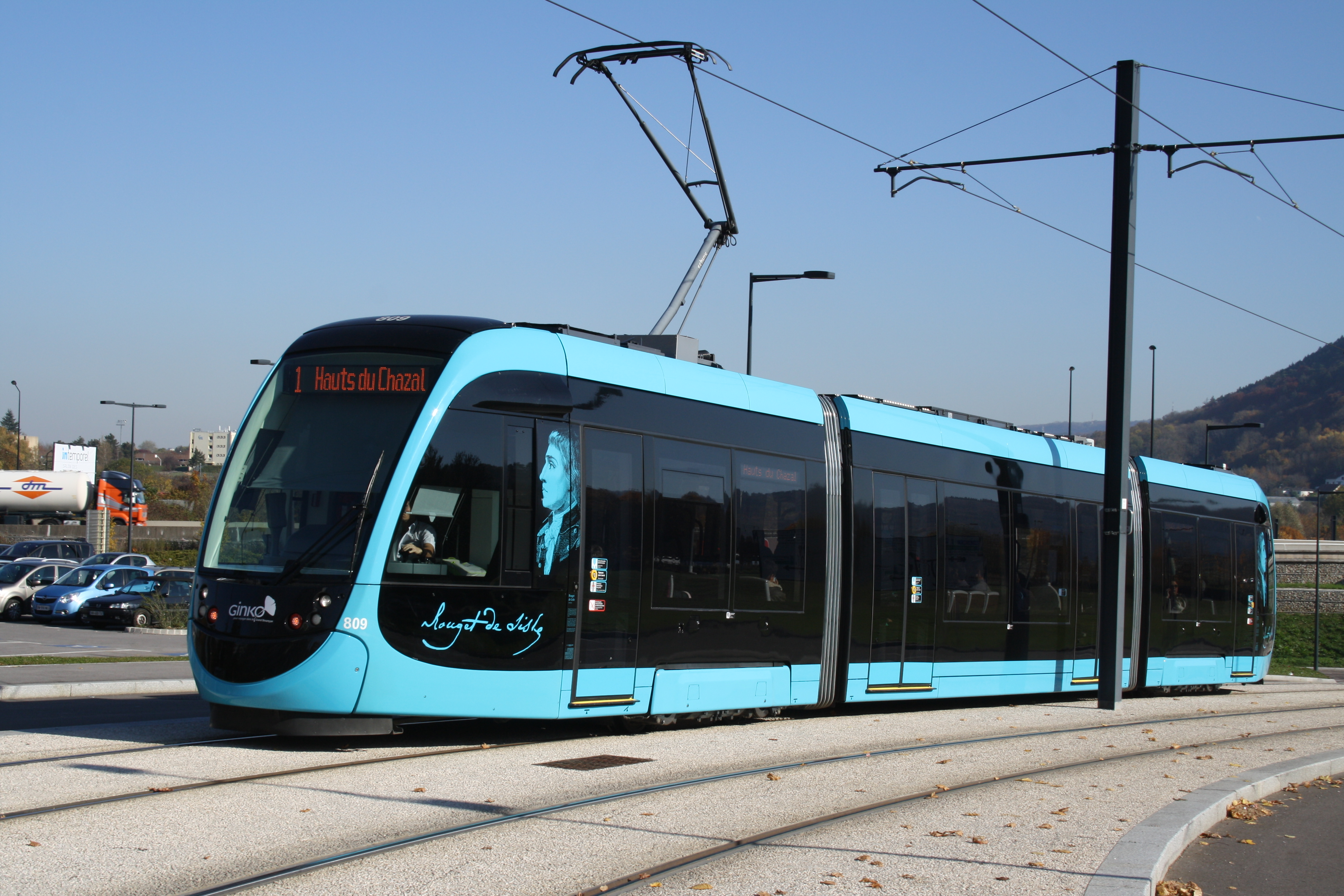
Трамвай в Безансоне

Первые трамваи этого семейства были введены в коммерческую эксплуатацию 21 марта 2011 в системе MetroCentro (Севилья).
| Город                          | Дата                                         | Количество | Количество секций | Примечания                                                     | Изображение |
| ------------------------------ | -------------------------------------------- | ---------- | ----------------- | -------------------------------------------------------------- | ----------- |
| Австралия, Сидней              | Поставки: с 2014                             | 6          | 5                 | Также используются трамваи Urbos 2, полученные из Велес-Малаги |             |
| Бразилия, Куяба                | Поставки: с 2014                             | 40         | 7                 |                                                                |             |
| Великобритания, Бирмингем      | Заказ: 2012 Поставки: 2013-2014              | 20         | 5                 |                                                                |             |
| Великобритания, Эдинбург       | Заказ: 2008 Поставки: с 2010                 | 27         | 7                 |                                                                |             |
| Венгрия, Дебрецен              | Заказ: 2011 Поставки: 2014                   | 18         | 5                 |                                                                |             |
| Венгрия, Будапешт              | Заказ: 2014 Поставки: 2015-2016              | 47+26      | 5-9               |                                                                |             |
| Германия, Фрайбург-им-Брайсгау | Заказ: февраль 2013 Поставки: с марта 2015   | 12         | 7                 |                                                                |             |
| Испания, Гранада               | Заказ: 2010                                  | 13         | 5                 | Запуск линии ожидается в 2014                                  |             |
| Испания, Малага                | Заказ: 2006 Ввод в эксплуатацию: 2013        | 14         | 5                 |                                                                |             |
| Испания, Сарагоса              | Заказ: 2009 Ввод в эксплуатацию: Апрель 2011 | 21         | 5                 | Возможность автономного движения                               |             |
| Испания, Севилья               | Поставки: 2011                               | 4          | 5                 | Стартовый заказчик. Возможность автономного движения.          |             |
| Италия, Кальяри                | Заказ: 2013                                  | 3          | 5                 |                                                                |             |
| Сербия, Белград                | Поставки: с 2011                             | 30         | 5                 |                                                                |             |
| США, Канзас-Сити               | Заказ: 2015                                  | 4          | 3                 |                                                                |             |
| США, Хьюстон                   | Заказ: 2011 Поставки: с 2014                 | 29         | 3                 | 70% низкого пола                                               |             |
| США, Цинциннати                | Заказ: 2012                                  | 5          | 3                 |                                                                |             |
| Китайская Республика, Гаосюн   | Заказ: 2013                                  |            | 5                 |                                                                |             |
| Франция, Безансон              | Заказ: 2010 Поставки: 2013-2014              | 19         | 3                 |                                                                |             |
| Франция, Нант                  | Заказ: 2010 Поставки: 2012                   | 8+4        | 5                 | Начальный заказ на 8 составов, позднее докуплены ещё 4         |             |
| Итого                          | Итого                                        | 324        |                   |                                                                |             |

## Urbos AXL
| Город             | Дата             | Количество | Количество секций | Примечания | Изображение |
| ----------------- | ---------------- | ---------- | ----------------- | ---------- | ----------- |
| Эстония, Таллин   | Поставки: с 2014 | 20         | 3                 |            |             |
| Швеция, Стокгольм | Поставки: с 2013 | 22         | 3 (A35), 4 (A36)  |            |             |

## Конкуренты
В сегменте низкопольных трамваев работают много производителей. Основными конкурирующими линейками являются:
- Alstom Citadis
- Bombardier Flexity
- Siemens Combino и Siemens Avanto
- AnsaldoBreda Sirio
- Škoda ForCity